# USS Towaliga (AOG-42)
USS Towaliga (AOG-42) – amerykański tankowiec typu Mettawee z okresu II wojny światowej.
Stępkę jednostki, pod starym oznaczeniem MC hull 2068, położono 29 września 1944 w stoczni East Coast Shipyard Inc. w Bayonne (stan New Jersey). Zwodowano go 29 października 1944, matką chrzestną była żona Michaela Canose`a. Jednostka została nabyta przez US Navy 6 grudnia 1944 i weszła do służby 14 grudnia 1944, pierwszym dowódcą został Lt. Robert H. Smith.

## Służba w czasie II wojny światowej
Po dziewiczym rejsie po wodach zatoki Chesapeake rozpoczętym 9 stycznia 1945 wyjściem z Norfolk okręt dołączył 11 lutego do konwoju płynącego w kierunku Holenderskich Indii Zachodnich. Do Aruby dotarł 10 dni później.

### Operacje na Pacyfiku
Po napełnieniu ładowni okręt przeszedł przez Kanał Panamski. 14 i 15 marca spędził w San Diego, a w kierunku Hawajów wypłynął 16 marca. Do Pearl Harbor dotarł 28 marca i przez następne 4 miesiące przewoził ropę i benzynę lotniczą z Hawajów do Johnston Island. W połowie sierpnia, gdy okręt przechodził przegląd w suchym doku w Pearl Harbor walki na Pacyfiku zostały przerwane.

### Służba powojenna
Po zakończeniu prac stoczniowych „Towaliga” wyszedł w rejs w stronę Japonii i po przystankach w Eniwetok i na Saipananie dotarł do Osaki 9 października 1945. Okręt operował z Osaki do 16 sierpnia 1946. Otrzymał wtedy rozkaz przejścia do Chin. Dotarł do Qingdao 19 sierpnia. Jego status zmieniono na „oczekujący” z ograniczoną załogą, w ramach przygotowań do wycofania ze służby. 6 grudnia załoga okrętu została uzupełniona i rozpoczęło się szkolenie chińskiej załogi.

## Wycofanie ze służby
„Towaliga” został wycofany ze służby 10 maja 1946 i przekazany Republice Chińskiej na podstawie programu lend-lease. Okręt wrócił pod banderę amerykańską 17 lutego 1948, ale jednocześnie został przekazany na stałe Chinom, gdzie otrzymał nazwę „Tai Hwa”. Zbiornikowiec został skreślony z listy jednostek floty amerykańskiej 12 marca 1948. Dalsze losy nieznane.

## Medale i odznaczenia
Załoga jednostki była uprawnienia do noszenia następujących odznaczeń:
- Medal Służby w Chinach
- Medal Kampanii Amerykańskiej
- Medal Kampanii Azji-Pacyfiku
- Medal Zwycięstwa w II Wojnie Światowej
- Medal Służby Okupacyjnej Marynarki Wojennej (z okuciem Asia)